# Morrisville (Carolina do Norte)
Morrisville é uma cidade  localizada no estado norte-americano de Carolina do Norte, no Condado de Durham e Condado de Wake. É na cidade que está localizada uma das sedes da multinacional de tecnologia Lenovo.

## Demografia
Segundo o censo norte-americano de 2000, a sua população era de 5208 habitantes.
Em 2006, foi estimada uma população de 12.513, um aumento de 7305 (140.3%).

## Geografia
De acordo com o United States Census Bureau tem uma área de
17,5 km², dos quais 17,5 km² cobertos por terra e 0,0 km² cobertos por água.

## Localidades na vizinhança
O diagrama seguinte representa as localidades num raio de 20 km ao redor de Morrisville.